# رالف یورمن
رالف یورمن (انگلیسی: Rolf Järmann؛ زادهٔ ۳۱ ژانویهٔ ۱۹۶۶) دوچرخه‌سوار اهل سوئیس است.